# 楊利偉 (小惑星)
楊利偉（ヤン・リィウェイ、21064 Yangliwei）とは、小惑星帯に位置する小惑星のことである。ベルギーの天文学者エリック・ヴァルター・エルストがヨーロッパ南天天文台で発見した。
2003年に神舟5号で中国初の有人宇宙飛行を行った宇宙飛行士、楊利偉に因んで命名された。